# Rosakvarts
Rosakvarts er en af flere kvartsvarianter: kvarts, ametyst, citrin, rosakvarts, opal, agat og karneol.
Den smukke rosafarvede kvartskrystal virker lyserød og kan nogle gange forveksles med en lys rubin, men i virkeligheden får den sin rosa farve på grund af mindre jern samt mindre titanindhold.[kilde mangler]